# Eucrate dorsalis
Eucrate dorsalis is een krabbensoort uit de familie van de Euryplacidae. De wetenschappelijke naam van de soort is voor het eerst geldig gepubliceerd in 1849 door White.